# Balçıkhisar, Haymana
Balçıkhisar là một xã thuộc huyện Haymana, tỉnh Ankara, Thổ Nhĩ Kỳ. Dân số thời điểm năm 2011 là 1.116 người.